# فيلالغوردو ديل ماركيسودو
بلدية فيلالغوردو ديل ماركيسودو (بالإسبانية: Villalgordo del Marquesado)‏، هي إحدى بلديات مقاطعة قونكة إحدى مقاطعات إسبانيا، و التي تقع في منطقة قشتالة لا منتشا وسط البلاد, و المائلة لجهة الشرق من إسبانيا.
يبلغ عدد سكانها 109 نسمة وفقاً لإحصائية سنة (2007).